# 中村融
中村 融（なかむら とおる、1911年10月9日 - 1990年4月29日）は、日本のロシヤ文学者。日本ロシア文学会、日本文芸家協会、各会員。

## 経歴
1911年、東京生まれ。旧姓は下永。妹の同級生が中村白葉の娘・園子の同級生だったため、中村の家へ出入りする。1934年、東京外国語学校ロシヤ語科を卒業。1936年、中村園子と結婚し、男子のなかった中村家を継いだ。
大阪幼年学校教官となり、ロシア語を教授。明治大学教授となり、また東京大学、青山学院大学で講師をつとめた。

## 研究内容・業績
義父の中村白葉とともに『トルストイ全集』を刊行。また『ガルシン全集』を訳出した。

## 著書
- 『ドストエーフスキイーの文学』（実業之日本社） 1951

## 翻訳
- 『樺太島紀行』（チェーホフ、弘文堂書房） 1942
  - 『サハリン島』（岩波文庫 上下） 1953、復刊1997ほか
- 『チェーホフ論攷』（編訳、三学書房） 1943
- 『散文詩』（ツルゲーネフ、中村白葉共訳、新星社） 1948
- 『信号』（ガルシン、弘文堂書房） 1948
- 『曠野のリヤ王』（ツルゲーネフ、大和書房） 1948
- 『白銀侯爵 イワン雷帝時代の物語』上・下（アレクセイ・トルストイ、共和出版社） 1948 - 1950、のち『白銀公爵』岩波文庫 1952
- 『赤い花』（ガルシン、思索社） 1949、のち角川文庫
- 『ガルシン全集』上・下（創藝社） 1950
- 『貴族の巣』（ツルゲーネフ、創藝社） 1950、のち新潮文庫
- 『文学的回想』（ツルゲーネフ、角川文庫） 1951
- 『芸術とはなにか』（トルストイ、角川文庫） 1952
- 『兵卒イワーノフの囘想 赤い花・四日間 他』（ガルシン、創元社） 1952
- 『地下生活者の手記』（ドストエーフスキイ、角川文庫） 1952
- 『死せる魂』（ニコライ・ゴーゴリ、新潮文庫） 1953、のち「全集」河出書房新社
- 『盲音楽師』（コロレンコ、岩波文庫） 1954
- 『第二の日』（エレンブルグ、新潮文庫） 1955
- 『悪い仲間 / マカールの夢』（コロレンコ、岩波文庫） 1958
- 『鋼鉄はいかに鍛えられたか』（オストローフスキイ、新潮文庫 上・下） 1958
- 『春の水』（ツルゲーネフ、岩波文庫） 1961
- 『ルーヂン』（ツルゲーネフ、岩波文庫） 1961
- 『アンナ・カレーニナ』（トルストイ、岩波文庫 上・中・下） 1965 - 1968
- 『罪と罰』（ドストエフスキー、偕成社、ジュニア版世界文学名作選） 1968
- 『ガルシン全集』全1巻（青娥書房） 1973
- 『人生論』（トルストイ、岩波文庫） 1980
- 『現代の英雄』（レールモントフ、岩波文庫） 1981
- 『ガルシン短篇集』（福武文庫） 1990